# Atari TT030
La Atari TT030 fue la primera computadora de 32 bits desarrollada por Atari Computer. Lanzada entre 1990 y 1991, enfocada al sector profesional. Incluía la nueva versión 3.01 del sistema operativo TOS, que fue desarrollada hasta la 3.06 en esta máquina.
Mantenía una gran compatibilidad con el software existente de la gama Atari ST e incorporaba nuevos modos gráficos además de los ya existentes en modelos anteriores (320x240 a 256 colores y 640x480 a 16 colores), visualizables en un monitor estándar VGA.
Además incorporaba un modo Alta resolución de 1280x960 en 2 colores visualizable en un monitor ECL de 19".
Esto hizo que por su veloz procesador y su gran escalabilidad fuera un producto muy atractivo en ámbitos diversos. Desde el grafismo y animación hasta la autoedición y CAD, además como mantenía los puertos MIDI también se hizo hueco en los estudios audiovisuales. Su BUS VME permite instalar una amplia variedad de tarjetas de expansión de todo tipo (gráficas, audio, interfaces industriales, etc) fabricadas por terceros.

## Esencialmente, se produjeron dos revisiones del TT
Los primeros modelos tienen una jaula de metal bajo la carcasa de plástico como escudo. Está tan desfavorablemente diseñado que la adaptación de una tarjeta de memoria RAM requiere una herramienta de corte de chapa. El procesador no se encuentra directamente en la placa principal, sino en una llamada placa hija, donde la velocidad del reloj se duplica de 16 a 32 MHz. Ocasionalmente, también deberían existir modelos de pre-series sin duplicación de reloj. Todos los primeros TT tienen una unidad de disco DD (nominal 720 kB). Las computadoras fueron entregadas con TOS 3.01 en ROM.
Los modelos más recientes tienen un revestimiento marrón rojizo en el interior de la carcasa de plástico como un escudo, la jaula de chapa no es por lo tanto necesaria. La CPU está ahora ubicada directamente en la placa madre, además la cubierta del disco duro ha sido cambiada mecánicamente, de modo que las cubiertas no son intercambiables entre revisiones. Los nuevos TT tienen disqueteras de alta definición (1,44 MB nominales). Los nuevos TT se enviaron con TOS-ROM 3.05 o 3.06.

## Detalles
El TT cuenta con una serie de dispositivos que anteriormente no estaban disponibles para los sistemas de Atari Corp. Por ejemplo, un puerto de red AppleTalk (nunca hubo un controlador para él, posiblemente debido a problemas de licencia), bus de expansión VME, nuevos modos de gráficos de video VGA y un verdadero puerto SCSI. Las funciones ST existentes, como los puertos MIDI, un puerto de cartucho y el puerto ASCI/DMA, se conservan en este sistema.
Un dispositivo que queda fuera es el chip gráfico BLiTTER, que apareció por primera vez en los sistemas Atari Mega ST cuatro o cinco años antes. Usar el chip de 8 MHz existente solo habría servido para embotellar el rendimiento del TT. Para ser útil, se tendría que haber diseñado un nuevo chip blitter de 32 MHz para el TT, sin embargo, Atari decidió no hacerlo.
Una versión de Atari Corp. de Unix System V no se lanzó hasta mediados de 1992. A fines de ese año, Atari Corp. abandonó todo el desarrollo de Unix. Se suministró una versión especial del TT, el TT/X, con UNIX System V R4 y WISH (una extensión de OSF Motif), así como una colección de utilidades de software libre, incluido GCC: A-1 En la pantalla de inicio de "Atari System V", como lo llama el manual, el kernel del sistema operativo se identifica como "UniSoft UNIX (R) System V Release 4.0: B-1

## Información técnica
- CPU: Motorola 68030 32-bit corriendo a 32 MHz.
- FPU: Motorola 68882.
- Versión del TOS: 3.01 en ROM, 3.05 en ROM o 3.06 en ROM.
- RAM: 2 MiB o 10 MiB de ST RAM más 4 MiB o 16 MiB de FastRAM. (Existen ampliaciones fabricadas por terceros para ampliar hasta 256 MiB de FastRAM)
- Gráficos: 320x200x16 o 640x200x4, 640x400x2 (monócromo), 320x240x256 o 640x480x16 usando un monitor VGA, o 1280x960x2 usando un monitor ECL.
- Sonido: 3 canales 8-bit stereo.
- Lectores: disketera interna de 720 KiB en los primeros modelos, Disketera interna de 1440 KiB en la mayoría de modelos. Disco duro interno opcional.
- Puertos: cartucho (ROM), MIDI In y Out/Thru, DMA/ACSI interno, SCSI externo, paralelo (impresora), 4 puertos serie (módem y RS-232, puerto LAN, salida de audio estéreo en 2 conectores RCA, puerto para disquetera externa, puertos de ratón y joystick.
- BUS Expansión: VME expansión bus
- Caja: CPU sobremesa con teclado independiente.
- Fecha de lanzamiento: 1990-1991

### Actualidad, Forums y grupos de usuarios
- HispAtari Archivado el 12 de febrero de 2011 en Wayback Machine. Portal hispano para usuarios de ordenadores Atari
- Atari Org.
- Atari Users Network
- Atari Forum

- Datos: Q740626
- Multimedia: Atari TT / Q740626